# Łukasz Czarnecki (lekkoatleta)
Łukasz Czarnecki (ur. 7 stycznia 2000) – polski lekkoatleta, brązowy medalista mistrzostw świata, wicemistrz Europy.

## Historia
Łukasz startuje w kategorii po dziecięcym porażeniu mózgowym. W 2011 roku jego ojciec zaprowadził go na trening lekkoatletyczny do trenera Zbigniewa Lewkowicza w klubie Start Gorzów Wielkopolski, ponieważ chciał, żeby syn się ruszał. Po treningach ogólnorozwojowych gdy Łukasz zaczął szybko rosnąć, Lewkowicz wraz z rodzicami podjęli decyzję o przerwaniu treningów na pół roku, żeby nie nadwerężyć słabej chrząstki kolanowej, która mogłaby pęknąć.

## Wyniki
| Rok  | Zawody             | Miejscowość | Konkurencja             | Wynik | Pozycja     |
| ---- | ------------------ | ----------- | ----------------------- | ----- | ----------- |
| 2016 | Mistrzostwa Europy | Grosseto    | Skok w dal (T37)        | 5,19  | 5. miejsce  |
| 2016 | Mistrzostwa Europy | Grosseto    | Rzut dyskiem (F37)      | 23,62 | 10. miejsce |
| 2016 | Mistrzostwa Europy | Grosseto    | Rzut oszczepem (F37/38) | 38,11 | 4. miejsce  |
| 2017 | Mistrzostwa świata | Londyn      | Skok w dal (T37)        | NM    | –           |
| 2017 | Mistrzostwa świata | Londyn      | Rzut oszczepem (F37)    | 47,72 | 3. miejsce  |
| 2018 | Mistrzostwa Europy | Berlin      | Rzut dyskiem (F37)      | 33,57 | 6. miejsce  |
| 2018 | Mistrzostwa Europy | Berlin      | Rzut oszczepem (F38)    | 43,62 | 3. miejsce  |
| 2021 | Mistrzostwa Europy | Bydgoszcz   | Pchnięcie kulą (F37)    | 11,45 | 6. miejsce  |
| 2021 | Mistrzostwa Europy | Bydgoszcz   | Rzut dyskiem (F37)      | 38,07 | 4. miejsce  |
| 2021 | Mistrzostwa Europy | Bydgoszcz   | Rzut oszczepem (F37/38) | 46,86 | 2. miejsce  |